# Dish of the Day
Dish of the Day — второй студийный альбом немецкой поп-рок-группы Fool's Garden, выпущенный в 1995 году. Альбом содержал известные песни группы, такие как: «Lemon Tree», «Wild Days» и «Pieces». По данным журнала Billboard, лишь в одной Германии было продано более 250 000 экземпляров альбома.

## Об альбоме
По словам басиста Томаса Мангольда, успех группы основывается на том, что можно исполнять все песни на акустической гитаре. Это верный знак того, что композиции работают без всяких диковинок и эффектов. Как отмечал Вольфганг Спар из Billboard, музыка Fool's Garden — это красочный гитарный поп с британским оттенком и явными отсылками к великим традициям этого жанра, которые были усовершенствованы The Beatles и никогда не были превзойдены. Генеральный директор лейбла Intercord Роберт Коллиш считал, что самым большим преимуществом для Fool's Garden было то, что они настоящая группа, а не просто проект.
Согласно Intercord, Dish of the Day стал бестселлером в Германии и Европе, разошедшись тиражом в более 600 000 экземпляров.
«Lemon Tree» стал самым громким хитом на родине коллектива в 1996 году и был продан тиражом в 500 000 копий. Как сингл, так и пластинка, лучше всего продавались в Австрии и Швейцарии. Вокалист Fool's Garden Петер Фройденталер, объяснил каким образом он писал песни:
«Я предпочитаю писать слова песен на английском языке, потому, что это дает больше свободы выразить себя. Я подбираю слова по слуху на основе их звукового качества, как художник выбирает цвета. Вот как я нахожу своё вдохновение для песни». Вместе с Фолькером Хинкелем он признался, что больше всего на их творчество повлияли Стинг и The Beatles.
В том же 1996 году Fool's Garden выиграли конкурс, проведённый сетью универмагов C&A, которые искали подходящий талант для создания видеороликов, нацеленных на юношей. Участники были приглашены для того, чтобы дать интервью, после которого была их представлена песня «Wild Days», однако отклика не было почти никакого.
К песням «Lemon Tree» и «Wild Days» были сняты видеоклипы. В альбоме присутствует скрытый трек: после завершения песни «One Fine Day» слышны фрагменты разговора участников группы в репетиционной комнате.

## Список композиций
Слова и музыка всех песен — Фройденталер и Хинкель.
| №   | Название       | Длительность |
| --- | -------------- | ------------ |
| 1.  | «Ordinary Man» | 3:30         |
| 2.  | «Meanwhile»    | 4:40         |
| 3.  | «Lemon Tree»   | 3:11         |
| 4.  | «Pieces»       | 3:56         |
| 5.  | «Take Me»      | 4:20         |
| 6.  | «Wild Days»    | 3:45         |
| 7.  | «The Seal»     | 4:22         |
| 8.  | «Autumn»       | 3:43         |
| 9.  | «The Tocsin»   | 2:54         |
| 10. | «Finally»      | 4:28         |
| 11. | «One Fine Day» | 4:44         |

| Страна             | Место |
| ------------------ | ----- |
| Австрия            | 4     |
| Бельгия (Фландрия) | 28    |
| Венгрия            | 13    |
| Германия           | 1     |
| Дания              | 4     |
| Европа             | 8     |
| Италия             | 8     |
| Малайзия           | 4     |
| Нидерланды         | 30    |
| Норвегия           | 19    |
| Финляндия          | 21    |
| Франция            | 17    |
| Швейцария          | 3     |
| Швеция             | 22    |

| Страна            | Статус        |
| ----------------- | ------------- |
| Австрия (IFPI)    | Золотой       |
| Германия (BVMI)   | Платиновый    |
| Малайзия (RIAM)   | 2х Платиновый |
| Сингапур          | Золотой       |
| Тайвань (G-Music) | Золотой       |
| Таиланд           | Золотой       |
| Швейцария (IFPI)  | Платиновый    |

## В записи участвовали
- Петер Фройденталер — вокал
- Фолькер Хинкель — гитара
- Томас Мангольд — бас-гитара
- Роланд Рёль — клавишные
- Ральф Вохеле — ударные